# بخش مرکزی شهرستان ساوجبلاغ

شهر هشتگرد، مرکز بخش مرکزی شهرستان ساوجبلاغ

بخش مرکزی شهرستان ساوجبلاغ یکی از بخش‌های شهرستان ساوجبلاغ در استان البرز ایران است.

## تقسیمات کشوری
- بخش مرکزی شهرستان ساوجبلاغ
  - دهستان سعیدآباد
  - دهستان هیو

شهرها: هشتگرد و مهستان و گلسار

## جمعیت
بنابر سرشماری مرکز آمار ایران، جمعیت بخش مرکزی شهرستان ساوجبلاغ در سال ۱۳۸۵ برابر با ۱۰۷۲۱۸ نفر بوده‌است.